# Naruto: The Broken Bond
Naruto: The Broken Bond (littéralement Naruto : le Lien brisé) est un jeu vidéo d'action-aventure développé et édité par Ubisoft, sorti en 2008 sur Xbox 360. Il s'agit de la suite de Naruto: Rise of a Ninja. L'histoire commence par le combat entre Sarutobi, le troisième hokage, et Orochimaru. Elle se termine après le combat entre Naruto et Sasuke dans la Vallée de la Fin.

## Personnages jouables
- Naruto Uzumaki
- Neji Hyuga
- Orochimaru
- Kisame Hoshigaki
- Jirôbô
- Naruto-Kyûbi
- Sasuke Uchiwa
- Kiba Inuzuka
- Kabuto Yakushi
- Zabuza Momochi
- Tayuya
- Sasuke Uchiwa Marque maudite
- Sakura Haruno
- Shikamaru Nara
- Jiraya
- Itachi Uchiwa
- Sakon
- Kakashi Hatake
- Chôji Akimichi
- Tsunade
- Temari
- Kidômaru
- Haku
- Rock Lee
- Gaara
- Kimimaro Kaguya
- Itachi Uchiwa ANBU
- Naruto Uzumaki avec la tenue de Rock Lee (« La bete verte »)
- Hiruzen Sarutobi